# David Klammer
David Klammer (* 29. August 1961 in Berlin) ist ein deutscher Fotograf.

## Leben und Werk
David Klammer studierte Kommunikationsdesign an der Folkwangschule Essen bei Angela Neuke und Klaus Armbruster. Nach seinem Examen 1996 arbeitete er als Fotograf für große deutsche und einige internationale Magazine wie Stern, Geo, Time, Die Zeit und andere.
Seit 2006 arbeitet David Klammer verstärkt an freien Projekten, die er selbst oder durch Stipendien finanziert. So hat er unter anderem eine Arbeit über Bhopal zwanzig Jahre nach der Katastrophe mit einem Stipendium der VG Bild realisiert. Mit einer freien Arbeit über Fußball-Fans bei den Public Viewings während der Weltmeisterschaft 2006 gewann er einen World Press Photo Award 2007 (3. Preis Sports Feature Series).
David Klammer ist seit 2007 Mitglied der Fotoagentur Laif.
Die Fotografien von David Klammer zeigen Menschen in der Interaktion mit ihrer Umwelt. Allerdings zeigt er in seinen späteren Arbeiten die fotografierten Protagonisten eher in einem isolierten Umfeld. Die Bilder erhalten durch den stark abgedunkelten Hintergrund einen Bühneneffekt.

## Ausstellungen (Auswahl)
- 1997: Galerie Lichtblick, Köln: „Hidschra, das dritte Geschlecht Indiens“
- 1997: Fototage Herten: „Flut im Oderbruch“
- 2005: Katalog, Abril, Mes International de la Fotografia, Mexico, Yucatan
- 2005: Fototage Mannheim: „Das Brückenprojekt, 24 Stunden, 24 Fotografen“
- 2006: Galerie Freelens, Hamburg „Act of Faith, Part One“
- 2006: Fotofestival Rencontre Arles, Frankreich: „Age of Kali, Aids in India“
- 2006: PhotoEspana06 Madrid, Spanien „Age of Kali: Aids in India“
- 2007: Houston, Texas „Contemporary German Photography: Toy Soldiers“
- 2007: Noorderlicht Fotofestival Groningen, Niederlande: „Soccer Fans“
- 2011: Tampere, Finland: Backlight Festival „Migration and Nomadic Living“
- 2012: Tbilisi, Georgia: Kolga Photo Festival

## Preise (Auswahl)
- 1997: BFF Preis für das beste Foto-Diplom für die Arbeit „Hidschra, das dritte Geschlecht Indiens“
- 1997: DAAD-Stipendium
- 2004: VG Bild Stipendium für „1000 Bhopals“
- 2007: World Press Photo, dritter Preis Kategorie „Sports Feature Series“
- 2010: VG Bild Stipendium für „Hard Work“
- 2012: Deutsche Wissenschaftsfotografie 1.Reportagepreis für „Klebstoff-Forschung im Fraunhofer-Institut Bremen“
- 2017: Kolga Tbilisi Photo: 1st Price Conceptual Photography für „The Last Utopia“
- 2019: Preis für Politische Fotografie: 1. Preis Serie für „Hambacher Forst“
- 2019: NRW Pressephoto Preis: 2. Preis für „Ende Gelaende“